# Colibrí safir gorjablanc
El colibrí safir gorjablanc (Chlorestes cyanus) és una espècie d'ocell de la família dels troquílids (Trochilidae) fins fa poc inclòs al gènere Hylocharis.

## Hàbitat i distribució
Habita la selva humida, vegetació secundària i boscos, sovint a prop de l'aigua, ales terres baixes a llevant dels Andes des del nord-est i sud-est de Colòmbia, oest i sud de Veneçuela i Guaiana, cap al sud, a través de l'est de l'Equador i est del Perú fins al nord i l'est de Bolívia i oest i sud-est del Brasil.